# Кондратово (Волоколамський район)
Кондратово  (рос. Кондратово) - присілок у Волоколамському районі Московської області Російської Федерації.
Орган місцевого самоврядування - сільське поселення Теряєвське. Населення становить 0 осіб (2013).

## Історія
З 14 січня 1929 року входить до складу новоутвореної Московської області. Раніше належало до Волоколамського повіту Московської губернії.
Сучасне адміністративне підпорядкування сільському поселенню з 2006 року.

## Населення
| 1852 | 1859 | 1890 | 1899 | 1926 | 2002 | 2006 |
| ---- | ---- | ---- | ---- | ---- | ---- | ---- |
| 112  | ↘109 | ↗135 | ↘96  | ↗123 | ↘0   | →0   |
| 2010 |      |      |      |      |      |      |
| →0   |      |      |      |      |      |      |